# La Chapelle (La Réunion)
Pour les articles homonymes, voir La Chapelle.
La Chapelle ou Chapelle de Cilaos est une gorge étroite de l'île de La Réunion, département d'outre-mer français dans le sud-ouest de l'océan Indien. Située dans le cirque naturel du massif du Piton des Neiges appelé Cilaos et sur le territoire de la commune du même nom, elle est traversée par le Bras Rouge, un sous-affluent de la Rivière Saint-Étienne qui immédiatement en amont forme une chute d'eau appelée cascade de Bras Rouge. Il s'agit d'une ancienne chambre magmatique faisant partie d'un massif de syénite portant lui aussi, par extension, le nom de La Chapelle, et qui culmine plus à l'ouest à 1 354 mètres d'altitude sous la forme d'un pain de sucre justement appelé Piton de Sucre.
La Chapelle est, avec La Grande Chaloupe, le Piton d'Anchaing et la forêt de Mare Longue, l'un des quatre sites naturels réunionnais qui ne font pas partie du parc national de La Réunion, ou pas entièrement, mais relèvent pourtant des pitons, cirques et remparts de l'île de La Réunion, un bien du patrimoine mondial depuis 2010.